# دیوید فیتزپاتریک (بازیکن فوتبال، زاده ۱۹۹۰)
دیوید فیتزپاتریک (انگلیسی: David Fitzpatrick؛ زادهٔ ۲۸ فوریهٔ ۱۹۹۰) بازیکن فوتبال است.
از باشگاه‌هایی که در آن بازی کرده‌است می‌توان به باشگاه فوتبال مکلسفیلد تاون و باشگاه فوتبال نورتویچ ویکتوریا اشاره کرد.
وی همچنین در تیم ملی فوتبال England C بازی کرده‌است.